# Benjamin Lincoln
Benjamin Lincoln (Hingham, 24 gennaio 1733 – Hingham, 9 maggio 1810) è stato un generale e politico statunitense.
Elemento di spicco dell'Esercito Continentale durante la guerra d'indipendenza americana, Lincoln ricoprì la carica di secondo in comando del comandante in capo statunitense George Washington; viene ricordato in particolare per essere stato presente in tre delle rese più importanti della guerra: quella del generale inglese John Burgoyne in seguito alla battaglia di Saratoga, quella della guarnigione americana nell'assedio di Charleston e quella della guarnigione britannica al termine della battaglia di Yorktown.
Dopo la guerra ricoprì vari incarichi politici, come la carica di Segretario alla Guerra del Congresso della confederazione dal 1781 al 1783 (primo a ricoprire tale incarico) e il ruolo di governatore del Massachusetts dal 1788 al 1789.